# Абсолютна агресія
«Абсолютна агресія» (англ. Absolute Aggression) — американський фантастичний бойовик 1996 року.

## Сюжет
2011 рік. Тюрми переповнені, злочинність заполонила міста, влада безсила. Тоді за самі невеликі злочини була введена смертна кара. Але злочинців не вбивають по-справжньому. Їхні тіла і мозок заморожують, а потім вони використовуються в іграх на виживання в різних часах на потіху глядачам — і все у віртуальній реальності. Переможеного у віртуальній реальності страчують остаточно. Трансляція ігор йде цілодобово по телебаченню усього світу, і це видовище знизило рівень злочинності в реальному світі. Але біда в тому, що потрапляють в ці ігри і просто безневинні люди. Жменька бунтарів, яка прагне розтрощити систему, вступає в сутичку з корпорацією, яку очолює лиходій Кроулі.

## У ролях
| Актор                    | Роль                 |
| ------------------------ | -------------------- |
| Роберт Даві              | Р. Д. Кроулі         |
| Кайлі Вотсон             | Вілл Сінгелтон       |
| Террі Андерсон           | Стю                  |
| Джон Крістіан Інгвордсен | Хайнц Дітріх         |
| Келлі Глісон             | Андреа               |
| Стів Тарталія            | Монтгомері Валентайн |
| Шеріл Кліффорд           | Гілларі              |
| Скутер Маккрей           | Трон                 |
| Гленн Шулд               | Рурк                 |
| Матіус Хауелл            | Мартін Доббс         |
| Ронні Керр               | Лугоши               |
| Крейг Рейд               | Елі                  |
| Емі Лінн Бакстер         | Віккі                |
| Стів Лонієвскі           | Тор                  |
| Скотт Томас              | агресивний монах     |
| Гордон Чу                | Кеннет               |

## Цікаві факти
- Фільм був знятий в 1996 році, але не випускався на відео до 2004 року.
- Декорації та костюми використані у сценах ігор віртуальної реальності взяті з фільму «Маленький патріот».